# N-Track Studio
n-Track Studio è un registratore multitraccia Audio & MIDI, con supporto VST e DirectX. Ha piena compatibilità con la quasi totalità delle schede audio in commercio che abbiano i driver ASIO o WDM, stereo o multicanale.
Ha un'interfaccia accattivante, intuitiva, ed una gestione molto buona del materiale audio, in editing distruttivo e non. La gestione del MIDI è meno raffinata dell'audio.
Nelle ultime versioni è stato inserito il supporto per i famigerati 24bit/192 kHz, oltre alla possibilità di creare direttamente CD audio o file mp3.
Costituisce un'importante alternativa a basso costo ai più blasonati Cakewalk, Cubase e Pro Tools, per tutti coloro che vogliano avvicinarsi al mondo dell'hd-recording per saggiarne le potenzialità.